# Aksak Maboul
Aksak Maboul, vorübergehend auch Aqsak Maboul, ist ein belgisches Musikprojekt aus dem Umfeld der Rock-in-Opposition-Szene.

## Bandgeschichte
Marc Hollander und Vincent Kenis gründeten Aksak Maboul im Jahr 1977. Mit einer Reihe von Gastmusikern (u. a. Chris Joris und Catherine Jauniaux) und Marc Moulin als Produzent veröffentlichten sie noch im selben Jahr als Marc Hollander & Aksak Maboul ihr Debütalbum Onze danses pour combattre la migraine. Sie mischten darauf verschiedenste musikalische Formen und Genres wie Jazz, Weltmusik und Elektronische Musik. Diese experimentelle Stilvielfalt sollte richtungsweisend sein für die Veröffentlichungen auf Hollanders Crammed-Label, das er 1980 gründete.
Die Arbeiten an einem zweiten Album begannen 1979, Michel Berckmans (Univers Zéro), Fred Frith und Chris Cutler waren u. a. daran beteiligt. Un peu de l’âme des bandits erschien 1980 unter dem Bandnamen Aqsak Maboul bei Crammed Discs. Es entwickelte den experimentellen und eklektischen Stil des Debütalbums weiter. Anfang der 1980er Jahre gingen Aksak Maboul in der Band The Honeymoon Killers auf, es erschienen jedoch noch sieben Stücke auf einem Sampler von 1984.
Hollander und Kenis blieben musikalisch beim Crammed-Label aktiv. Erst 2014 wurden schließlich weitere Aufnahmen von Aksak Maboul aus den 1980er-Jahren veröffentlicht, dem folgte 2016 ein Tribut-Album. Die Band tritt seither mit diversen Gastmusikern auch wieder live auf. Nach einigen Pre-Releases zu Beginn des Jahres 2020 erschien im Mai das Doppelalbum Figures, an dem neben Hollander, Berckmans und Frith auch Steven Brown von Tuxedomoon und die Sängerin Veronique Vincent mitwirkten.

## Diskografie
- 1977: Onze danses pour combattre la migraine (als Marc Hollander & Aksak Maboul)
- 1980: Un peu de l’âme des bandits (als Aqsak Maboul)
- 1984: Made to Measure Vol. 1 (Sampler)
- 2014: Ex-Futur Album (als Véronique Vincent & Aksak Maboul with The Honeymoon Killers)
- 2015: Re-Works (Single, als Véronique Vincent & Aksak Maboul)
- 2016: Visions of Ex-Futur (Tribut-Album für Véronique Vincent & Aksak Maboul)
- 2016: Onze danses pour combattre la migraine (Krikor Remixes) (Remix-Maxi, als Aksak Maboul)
- 2018: Before and after Bandits (Documents 1977-1980, 2015) (Kompilation)
- 2020: Figures (Doppelalbum)
- 2023: Une aventure de VV (songspiel) (album)